# Machimus aurimystax
Machimus aurimystax là một loài ruồi trong họ Asilidae. Machimus aurimystax được Bromley miêu tả năm 1928. Loài này phân bố ở miền Ấn Độ - Mã Lai.